# الدوري الشمالي الممتاز 2007–08
الدوري الشمالي الممتاز 2007–08 هو موسم من دوري الشمال الممتاز ‏. فاز فيه فليتوود تاون.